# Sauterelle de bridage
Pour les articles homonymes, voir Sauterelle.
Cet article court présente un sujet plus développé dans : Mise en position et maintien d'une pièce.
Une sauterelle de bridage est un mécanisme destiné à fixer rapidement une pièce sur un châssis, notamment dans le domaine de l'usinage sur machine-outil.
Le bridage ou clampage de la pièce est assuré par la friction sur le patin de contact.

## Principe de fonctionnement
Une sauterelle est composée de trois éléments mobiles, une biellette et une bride articulées sur le bâti, et une biellette reliant les deux autres parties. L'une des deux biellettes est munie d'un manche ou d'un vérin pour assurer le mouvement. Ce mouvement combiné des trois éléments mobiles permet un bridage efficace, tout en permettant un dégagement aisé de la pièce en position de débridage. Un seul mouvement sur le manche est nécessaire pour le bridage ou le débridage.
En phase d'attaque, un mouvement faible du manche donne un mouvement rapide de la bride. En phase d'approche, les deux mouvements ont une vitesse similaire. Au contact, un faible effort sur le manche donne un effort multiplié sur la partie serrante. Ce système donne également un effet de genouillère, pour assurer le maintien du serrage jusqu'à action sur le manche.